# 応天 (朱泚)
応天（おうてん）は、中国・唐代に反乱を起こして漢を建てた朱泚が使用した元号。783年。

## 西暦・干支・他元号との対照表
| 応天 | 元年  |
| 西暦 | 783年 |
| 干支 | 癸亥  |
| 唐   | 建中4 |